# Marek z Kaltu
Marek z Kaltu, (węg.: Kálti Márk) – żyjący w XIV wieku kanonik Katedry Panny Marii w Székesfehérvárze, domniemany autor Kroniki Ilustrowanej.

## Życiorys

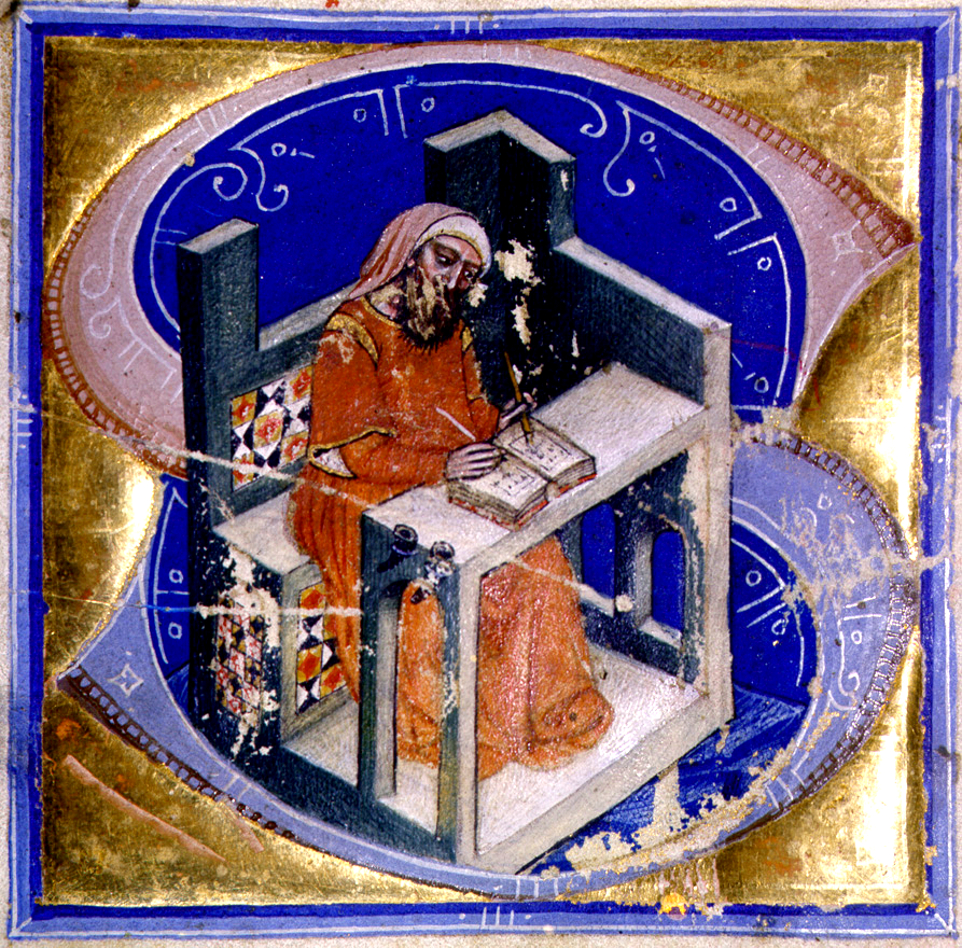
Historyk (Inicjał z Kroniki ilustrowanej)

Był potomkiem rodziny szlacheckiej, drobnych posiadaczy ziemskich z komitatu Veszprém i zakonnikiem franciszkańskim. W latach 1336–1337 był kapłanem na dworze i kapelanem królowej Elżbiety Łokietkówny, w latach 1342–1352 plebanem kościoła świętego Pawła w Budzie, w 1352 roku strażnikiem kaplicy królewskiej, székesfehérvárskim i veszprémskim kanonikiem, w latach 1353–1354 prepozytem w Kő, a w 1358 roku kustoszem w Székesfehérvárze. Do połowy XIV wieku działał na dworze królewskim, badał i zapisywał dokumenty historyczne. Na ich podstawie stworzył ok. 1370 roku własną, napisaną po łacinie obszerną kronikę, zaczynającą się od historii Hunów do zakończenia zajmowania ojczyzny przez Węgrów i dalej do 1330 roku. Kopia tej kroniki to bogato ozdobiony malowanymi ilustracjami kodeks, który do 1933 roku był przechowywany w Wiedniu, w dworskiej bibliotece i stąd jest też znany jako „Wiedeńska kronika ilustrowana”.

## Dzieła
- Krónika a magyarok tetteiről – Kronika czynów Węgrów
- A magyarok első bejövetele – Pierwsze przybycie Węgrów
- A második bejövetel – Drugie przybycie
- Béldi-kódex – Kodeks Béldiego
- Thuróczi-krónika – Chronica Hungarorum, Kronika Thurócziego

## Literatura
- Ki kicsoda a magyar irodalomban? (Kto jest kim w literaturze węgierskiej?), Tárogató Könyvek ISBN 963-86071-0-6